# Diemelsee
Diemelsee est une municipalité allemande située dans l'arrondissement de Waldeck-Frankenberg et dans le land de la Hesse. Elle se trouve sur le lac de retenue du barrage hydroélectrique de la Diemel,  à 10 km au sud-ouest de Korbach et à 39 km au sud de Paderborn.